# ويسكي فلات (بارادايس ويست)
ويسكي فلات منطقة تقع إدارياً ضمن كاليفورنيا في الولايات المتحدة.